# Después de Lucía
Después de Lucía è un film del 2012 diretto da Michel Franco e presentato al Festival di Cannes 2012, dove vince il premio Un Certain Regard.